# Tha Carter III
| Оценки критиков      | Оценки критиков |
| Источник             | Оценка          |
| -------------------- | --------------- |
| Allmusic             | [ 1 ]           |
| Robert Christgau     | A−              |
| Entertainment Weekly | B−              |
| The Guardian         | [ 4 ]           |
| The New York Times   | (favorable)     |
| Pitchfork Media      | (8.7/10)        |
| Rolling Stone        | [ 7 ]           |
| Slant Magazine       | [ 8 ]           |
| URB                  | [ 9 ]           |
| The Village Voice    | (mixed)         |

Tha Carter III — шестой студийный альбом американского рэпера Lil Wayne, записанный на лейбле Cash Money Records и вышедший 10 июня 2008 года. Альбом дебютировал на первом месте в Billboard 200 и за первую неделю был продан в количестве 1,005,545 копий. На данный момент продажи альбома составляют около 3,800,000. Сингл «Lollipop», вошедший в альбом, до сих пор является самым успешным синглом артиста. Песня стала первым синглом Уэйна, вошедшим в Billboard Hot 100, тут же возглавив хит-парад. В том же чарте, другой сингл альбома, «Got Money» поместился на 13-й строчке. Альбом имел большой успех на 51-й церемонии «Грэмми», где праздновал триумф в 4-х номинациях, включая категории за «Лучший рэп-альбом» и «Лучшую рэп-песню» («Lollipop»).

## Об альбоме
В 2007 году Lil Wayne выпустил мини-альбом The Leak, в который вошли 5 песен: I'm Me , Gossip, Love Me Or Hate Me, Kush, Talkin' About It. Были проданы и скачаны 250 000 копий «Утечки». Эти песни также входят в Deluxe-версию альбома Tha Carter III.
Первый сингл Tha Carter III, Lollipop, занял первое место в U.S. Billboard Hot 100 и держался там 6 недель. Этот сингл стал самым успешным в соло-карьере Lil Wayne, выиграв 2 премии «Грэмми», премию BET Awards и MTV VMA. Mr. Carter, записанный совместно с Jay-Z, был номинирован на «Грэмми» даже не достигнув Hot 100. Второй сингл A Milli вошёл в первую десятку и был назван одним из лучших треков 2008 года. Записанный с T-Pain Got Money тоже обрёл успех, достигнув десятой строчки Billboard Hot 100.
В 2011 году обложка альбома заняла 41-е место в списке лучших обложек альбомов всех времён по версии интернет издания Music Radar.
Многие известные MC назвали альбом «прорывным», включая P. Diddy, который сообщил: «Я был абсолютно удивлён его подбором битов, его разнообразным флоу. Этот парень реально выстрелил. Он гений. Его альбом гениальный. Это классика. Лил Уэйн определённо один из величайших молодых рэперов». После победы The Carter III на «Грэмми», Канье Уэст в интервью MTV заявил: «Преклоняюсь перед настоящей легендой хип-хопа, Лил Уэйн — Бог. Я считаю, что Уэйн является первым номером в нашем деле». В 2009 году, вдохновлённый альбомом The Carter III, Кендрик Ламар выпустил свой третий микстейп C4, который содержит фристайл Кендрика на инструментал песен из The Carter III.
24 июля 2008 года независимый звукозаписывающий лейбл Abkco Music Inc подал иск против Лил Уэйна за нарушение авторских прав и за недобросовестную конкуренцию, конкретно затрагивая трек «Playing with Fire». В иске указывается, что трек рэпера очевидно вытекает из песни британской рок-группы The Rolling Stones «Playing with Fire», а также отмечено, что в песне Уэйна присутствуют расистские, сексистские и оскорбительные выражения, что может привести общественность к мысли, что рок-группа одобрила версию Картера. Впоследствии трек «Playing with Fire» в альбоме Tha Carter III был заменён треком «Pussy Monster».
Весной 2011 года продюсеры Deezle и Bangladesh подали в суд на Уэйна и на Cash Money Records в связи с задолженностью по выплате лицензионных платежей с The Carter III. В начале июня того же года другие продюсеры, Дэвид Кирквуд и Play-N-Skillz, подали иск против Young Money Entertainment и Cash Money Records по поводу невыплаты первому более 1,5 млн долларов за работу над альбомом, включая трек «Love Me or Hate Me», а второму 1 млн долларов за продюсирование трека «Got Money», который разошёлся в 2 млн копий.

## Список композиций
| №   | Название                                                | Продюсеры                 | Длительность |
| --- | ------------------------------------------------------- | ------------------------- | ------------ |
| 1.  | «3 Peat»                                                | Vaushaun "Maestro" Brooks | 3:19         |
| 2.  | «Mr. Carter» (feat. Jay-Z)                              | Infamous, Drew Correa     | 5:16         |
| 3.  | «A Milli»                                               | Bangladesh                | 3:41         |
| 4.  | «Got Money» (feat. T-Pain)                              | Play-N-Skillz             | 4:04         |
| 5.  | «Comfortable» (feat. Babyface)                          | Kanye West                | 4:25         |
| 6.  | «Dr. Carter»                                            | Swizz Beatz               | 4:24         |
| 7.  | «Phone Home» (feat. Dre)                                | Cool & Dre                | 3:11         |
| 8.  | «Tie My Hands» (feat. Robin Thicke)                     | Robin Thicke              | 5:19         |
| 9.  | «Mrs. Officer» (feat. Bobby Valentino & Nutt Da Kidd1)  | Deezle                    | 4:47         |
| 10. | «Let the Beat Build»                                    | Kanye West, Deezle        | 5:09         |
| 11. | «Shoot Me Down» (feat. D. Smith)                        | D. Smith                  | 4:29         |
| 12. | «Lollipop» (feat. Static Major)                         | Jim Jonsin, Deezle        | 4:59         |
| 13. | «La La» (feat. Brisco & Busta Rhymes)                   | David Banner              | 4:21         |
| 14. | «Pussy Monster»                                         | David Banner              | 5:13         |
| 15. | «You Ain't Got Nuthin» (feat. Juelz Santana & Fabolous) | The Alchemist, Deezle     | 5:27         |
| 16. | «Dontgetit»                                             | Rodnae & Mouse            | 9:52         |

| №   | Название | Продюсеры | Длительность |
| --- | -------- | --------- | ------------ |
| 17. | «Action» | Deezle    | 3:45         |

| №   | Название                                            | Продюсеры          | Длительность |
| --- | --------------------------------------------------- | ------------------ | ------------ |
| 17. | «Lollipop (Remix)» (feat. Kanye West, Static Major) | Jim Jonsin, Deezle | 4:21         |
| 18. | «Prostitute 2»                                      | Maestro, Deezle    | 5:50         |

| №   | Название             | Продюсеры      | Длительность |
| --- | -------------------- | -------------- | ------------ |
| 18. | «I'm Me»             | DJ Nasty & LVM | 4:55         |
| 19. | «Gossip»             | StreetRunner   | 3:25         |
| 20. | «Kush»               | Maestro        | 3:42         |
| 21. | «Love Me or Hate Me» | GX             | 4:00         |
| 22. | «Talkin' About It»   | Infamous       | 3:31         |

| №   | Название             | Продюсеры      | Длительность |
| --- | -------------------- | -------------- | ------------ |
| 17. | «Action»             | Deezle         | 3:42         |
| 18. | «Whip It»            | Deezle         | 6:01         |
| 19. | «I'm Me»             | DJ Nasty & LVM | 4:55         |
| 20. | «Gossip»             | StreetRunner   | 3:25         |
| 21. | «Kush»               | Maestro        | 3:42         |
| 22. | «Love Me or Hate Me» | GX             | 4:00         |
| 23. | «Talkin' About It»   | Infamous       | 3:31         |

Песня «Playing With Fire» в онлайн-магазинах была заменена треком «Pussy Monster» в соответствии с ABKCO Records lawsuit

## Чарты
| Чарт                         | Провайдер                      | Позиция | Сертификация  |
| ---------------------------- | ------------------------------ | ------- | ------------- |
| Australian ARIA Albums Chart | ARIA                           | 47      |               |
| Canadian Albums Chart        | Nielsen SoundScan              | 1       | 2× Платиновый |
| Dutch Albums Chart           | Dutch Albums Chart             | 21      |               |
| French Albums Chart          | French Albums Chart            | 25      | 1x Бронзовый  |
| Irish Album Chart            | IRMA                           | 34      |               |
| UK Album Chart               | The Official UK Charts Company | 23      | Золотой       |
| U.S. Billboard 200           | RIAA                           | 1       | 3× Платиновый |
| German Albums Chart          | Media Control Charts           | 29      |               |